# Tiếng Anh tại châu Âu

Khu vực và mức độ nói Anh ngữ tại EU

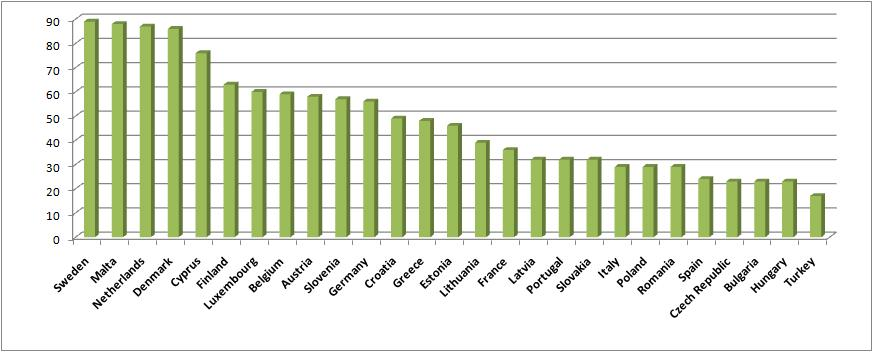
Tỉ lệ dân cư trưởng thành (trên 14 tuổi) nói Anh ngữ như một ngoại ngữ và ngôn ngữ thứ hai tại các quốc gia thành viên EU (cộng với Thổ Nhĩ Kỳ), (2005). Dữ liệu được lấy từ một cuộc khảo sát của EU.

Tiếng Anh tại châu Âu là ngôn ngữ bản địa của châu Âu, chủ yếu được nói ở Vương quốc Liên hiệp Anh và Bắc Ireland và Cộng hòa Ireland. Ngoài hai quốc qia này, nó còn có địa vị chính thức ở Malta, trong các khu vực thuộc địa Hoàng gia (Đảo Man, Jersey và Guernsey), Gibraltar và Khu vực căn cứ có chủ quyền Akrotiri và Dhekelia (hai trong những Lãnh thổ hải ngoại thuộc Anh). Tại Vương quốc Hà Lan, tiếng Anh có vị thế chính thức là ngôn ngữ khu vực trên các hòn đảo Saba và Sint Eustatius (nằm ở vùng biển Caribe). Ở các khu vực khác của châu Âu, tiếng Anh được nói chủ yếu bởi những người nói ngôn ngữ thứ hai, nhưng ở một mức độ thấp hơn, nó cũng là bản ngữ của một số kiều dân trong cộng đồng Anh ngữ tại một số quốc gia.
Tiếng Anh là ngôn ngữ chính thức trên thực tế của Anh, ngôn ngữ chính thức duy nhất của Gibraltar và Akrotiri và Dhekelia và là một trong những ngôn ngữ chính thức của Cộng hòa Ireland, Bắc Ireland, Malta, Scotland, Wales, Đảo Man, Jersey, Guernsey và Liên minh châu Âu.
Người nói ngôn ngữ này tại Vương quốc Liên hiệp Anh và Bắc Ireland và Cộng hòa Ireland tạo thành một "Cộng đồng Anh ngữ châu Âu" với diện tích khoảng 316.000 km2 (122.000 dặm vuông Anh) và dân số hơn 71 triệu người.
Theo một cuộc khảo sát được công bố năm 2006, 13% công dân Liên minh châu Âu (EU) nói tiếng Anh như ngôn ngữ mẹ đẻ, 38% công dân EU khác nói rằng họ có đủ kỹ năng tiếng Anh cần thiết cho cuộc trò chuyện, vì vậy tổng tỉ lệ số dân nói tiếng Anh ở EU là 51%.
Tiếng Anh châu Âu được biết đến bởi một số từ portmanteau thông tục bao gồm: Eurolish (lần đầu tiên được ghi nhận vào năm 1979), Eurish (1993) và Eurlish (2006).